# Шолантобе
Шолантобе (каз. Шолаңтөбе) — село в Келесском районе Туркестанской области Казахстана. Входит в состав Бозайского сельского округа. Код КАТО — 515441400.

## Население
В 1999 году население села составляло 65 человек (31 мужчина и 34 женщины). По данным переписи 2009 года, в селе проживали 82 человека (40 мужчин и 42 женщины).